# Anders Holmertz
Anders Holmertz (Suecia, 1 de diciembre de 1968) es un nadador sueco retirado especializado en pruebas de estilo libre, donde consiguió ser subcampeón olímpico en 1992 en los 200 metros.

## Carrera deportiva
En las Olimpiadas de Seúl 1988 ganó la pata en los 200 metros libre.
Cuatro años después, en los Juegos Olímpicos de Barcelona 1992 volvió a ganar la plata en los 200 metros libre —con un tiempo de 1:46.86 segundos, tras Yevgeny Sadovyi del Equipo Unificado—, otra plata en los relevos 4x200 metros libre, y un bronce en los 400 metros libre, con un tiempo de 3:46.77 segundos.
Y en las Olimpiadas de Atlanta 1996 ganó la plata en los 4x200 metros estilo libre.